# Bozorgniella
Bozorgniella es un género de foraminífero bentónico de la familia Nummulitidae, de la superfamilia Nummulitoidea, del suborden Rotaliina y del orden Rotaliida. Su especie tipo es Bozorgniella qumiensis. Su rango cronoestratigráfico abarca el Aquitaniense (Mioceno inferior).

## Discusión
El nombre de Bozorgniella ha sido utilizado para referirse a un género (Bozorgniella Cózar & Vachard, 2001) de la subfamilia Dainellinae, de la familia Endothyridae, de la superfamilia Endothyroidea, del suborden Fusulinina y del orden Fusulinida, el cual debe ser considerado un homónimo posterior, cuyo nombre no ha sido sustituido.

## Clasificación
Bozorgniella Rahaghi, 1973, incluye a la siguiente especie:
- Bozorgniella qumiensis †

Bozorgniella Cózar & Vachard, 2001, incluye a las siguientes especies:
- Bozorgniella florigena †
- Bozorgniella fundata †
- Bozorgniella librans †
- Bozorgniella rotunda †
- Bozorgniella tumida †
- Bozorgniella tumultuosa †